# James Carter Cathcart
James Carter Cathcart, även känd som Jimmy Zoppi, född 8 mars 1954 i Michigan City i Indiana, död 8 juli 2025 i New York i delstaten New York, var en amerikansk röstskådespelare, manusbearbetare, dialogregissör, pianist och vokalist. Han var mest känd för att göra den engelskspråkiga rösten till Gary Oak, James, Meowth och Professor Oak i Pokémon-franchisen.
Cathcart medverkade förutom i Pokémon-franchisen, även i andra produktioner som Sonic X, Yu-Gi-Oh! Duel Monsters, One Piece, Kirby: Right Back at Ya! och Teenage Mutant Ninja Turtles, samt lånade ut sin röst till en av karaktärerna i konsolspelet Shadow the Hedgehog. Han pensionerade sig från sitt röstskådespelaryrke år 2023, i samband med att han blev diagnostiserad med halscancer. Han avled sedan av denna sjukdom på ett sjukhus i Bronx i New York tisdagen den 8 juli 2025, 71 år gammal.